# 허비 - 흥분하다
《허비 - 흥분하다》(영어: Herbie Goes Bananas)는 미국에서 제작된 빈센트 매커비티 감독의 1980년 모험 코미디 영화이다. 클로리스 리치먼 등이 출연하였고, 론 밀러 등이 제작에 참여하였다. 《허비 - 몬테카를로에 가다》(1977)의 속편이자 허비 시리즈 네 번째 작품이다.
속편 《러브 버그》(1997, Disney's The Love Bug)와 《허비: 첫 시동을 걸다》(2005)로 이어진다.

## 출연진
- 클로리스 리치먼
- 찰스 마틴 스미스
- 존 버넌
- 스테펀 W. 번스
- 얼리사 다벌로스
- 와킨 거레이 3세
- 하비 코먼
- 리처드 제이컬
- 앨릭스 로코
- 프리츠 펠드
- 비토 스코티
- 호세 곤살레스 곤살레스
- 루빈 모레노
- 티나 메나르드
- 호헤이 모레노
- 앨런 헌트
- 톰 스콧
- 헥터 모랄레스
- 아이리스 에이드리언
- 실 캐벗
- 팻 밴패튼
- 잭 퍼킨스
- 헨리 슬레이트
- 앤토니오 트러비노
- 단테이 디안드레이
- 앨마 벨트랜
- 돌로레스 아기레
- 앨릭스 티나
- 돈 다이아몬드
- 워드 도너번
- 레이 빅터
- 버트 샌토스
- 버디 조 후커
- 스티브 보이엄
- 케니 엔도소
- 제프 램지
- 존 마이어

## 기타 제작진
- 공동 제작: 케빈 코커런, 돈 테이트
- 세트: 노먼 로킷, 로저 M. 슈크